# Чемпіонат Польщі з хокею 1968—1969
Чемпіонат Польщі з хокею 1969 — 34-ий чемпіонат Польщі з хокею, чемпіоном став клуб Подгале (Новий Тарг).

## Фінальний раунд
| М  | Команда               | І  | Ш       | О  |
| -- | --------------------- | -- | ------- | -- |
| 1. | Подгале (Новий Тарг)  | 30 | 127:70  | 46 |
| 2. | ГКС Катовіце          | 30 | 121:65  | 40 |
| 3. | «Поморжанін» (Торунь) | 30 | 124:108 | 29 |
| 4. | Полонія (Бидгощ)      | 30 | 139:143 | 27 |

## Бомбардири
В таблиці показани результати бомбардирів фінального турніру (12 матчів).
| Гравець          | Клуб       | Г  | П | О  |
| ---------------- | ---------- | -- | - | -- |
| Юзеф Стефаняк    | Поморжанін | 11 | 3 | 14 |
| Анджей Фонфара   | ГКС        | 9  | 4 | 13 |
| Тадеуш Кілановіч | Подгале    | 8  | 4 | 12 |
| Валентій Зентара | Подгале    | 8  | 4 | 12 |
| Анджей Шаль      | Подгале    | 7  | 3 | 10 |

## Втішний раунд
| М   | Команда            | І  | Ш       | О  |
| --- | ------------------ | -- | ------- | -- |
| 5.  | Баїлдон (Катовіце) | 28 | 160:83  | 37 |
| 6.  | Напшуд Янув        | 28 | 110:112 | 32 |
| 7.  | Гурник (Мурцьки)   | 28 | 100:105 | 32 |
| 8.  | Краковія Краків    | 28 | 110:125 | 21 |
| 9.  | Легія Варшава      | 28 | 114:117 | 20 |
| 10. | Влукняж (Згеж)     | 28 | 61:241  | 4  |

## ІІ Ліга
Переможцем другої ліги став клуб ЛКС (Лодзь).